# منتدى الإسكندرية للإعلام
مُنتدى الإسكندرية للإعلام (بالإنجليزية: Alex Media Forum)‏ هو مُنتدى لدعم الإعلام تُنظمه سنويًا مُؤسسة الإسكندرية للتنمية الثقافية والسياحية (أليكس أجندة) بالتعاون مع المعهد السويدي بالإسكندرية، وأنٌشئ بدايةً من 2012. ويدعمه مركز الإبداع التكنولوجي وريادة الأعمال ومعهد جوته بالإسكندرية وجريدة المصري اليوم وإكسترا نيوز ومركز كمال أدهم بالجامعة الأمريكية بالقاهرة وتلي بورتر وليفنت. يهدف المُنتدى إلى رفع مُستوى الأداء المهني للكفاءات الإعلامية، وخاصةً الشباب، بمُختلف مجالاتها في الصحافة والإذاعة والتلفزيون والإعلام الإلكتروني وغيرهما، وصولاً إلى مصداقية ومهنية حقيقة وبخاصة مُجتمعات الإعلام المحلي لدورها المُوثر في عمليات صنع القرار وتشكيل الرأي العام وتوجهات الأفراد وأفكارهم، خاصةً في مرحلة بناء الديمقراطيات الحديثة. يتبع المُنتدى أسلوب الجلسات العامة وورش العمل الاختيارية.
حصل المُنتدى على جائزة الإبداع العربي في مجال الإعلام من مُؤسسة الفكر العربي أواخر عام 2016؛ بعد ما لاقاه من أصداء على مستوى الوطن العربي، ناقش خلالها العديد من الموضوعات التي تمس الشأن الإعلامي.

## تاريخ
عُقد المنتدى، محليًا، في دورته الأولى في مايو 2013 تحت عنوان الإعلام المحلي والتنمية. ثم انطلقت دورته الثانية، إقليميًا، في أبريل 2014 تحت عنوان الإعلام المجتمعي في العالم العربي. وتلته الدورة الثالثة في أكتوبر 2015 بعنوان ريادة الأعمال في مجال الإعلام في العالم العربي. فيما جاءت الدورة الرابعة في 2016 تحت عنوان الإعلام وتكنولوجيا المعلومات. وحملت الدورة الخامسة عنوان الإعلام والابتكار، حيث طرح المُؤتمر العلاقة بينهما في ظل المتغييرات السريعة والتأثيرات المُتبادلة. فيما تُعقد الدورة السادسة في أبريل 2018 تحت شعار ضد الأخبار الكاذبة.